# Airbus Helicopters
Airbus Helicopters (do 2013 Eurocopter) – międzynarodowe przedsiębiorstwo produkujące i serwisujące śmigłowce. Powstało w 1992 roku z połączenia wydziałów helikopterowych francuskiej firmy Aérospatiale i niemieckiej firmy DaimlerChrysler Aerospace AG (DASA).
W 2001 roku udział Airbus Helicopters w światowym rynku sprzedaży helikopterów wynosił 40%, a na amerykańskim rynku 30%.
Airbus Helicopters jest spółką koncernu Airbus Group (dawniej EADS).

## Produkty
Airbus Helicopters produkuje lub produkował następujące typy śmigłowców:

### Cywilne
- BK 117
- AS350 Écureuil/AS355 Écureuil 2
- H120 Colibri (dawniej EC120)
- H155 Dauphin (dawniej AS365/EC155)
- H130 (dawniej EC130)
- H135 (dawniej EC135)
- H145 (dawniej EC145)
- H160
- H175 (dawniej EC175)
- Airbus H225 Super Puma (dawniej AS332/EC225 Super Puma)

### Wojskowe
- H125M Fennec (dawniej AS550)
- AS565 Panther
- Eurocopter Tiger (dawniej EC665)
- H135M (dawniej EC635 T2)
- H145M (dawniej EC645 T2)
- H215M Cougar (dawniej AS532 ALe)
- H225M Caracal (dawniej EC725)
- NH90
- UH-72 Lakota